# Jaap Belmer
Jacob "Jaap" Belmer, född 22 januari 1886 i Amsterdam, död 18 april 1936 i samma stad, var en nederländsk brottare som tävlade i grekisk-romersk stil.

## Karriär
Belmer tävlade för Nederländerna vid olympiska sommarspelen 1908 i London, där han slutade på femte plats i mellanvikt i grekisk-romersk stil. 

## Resultat

### Olympiska sommarspelen 1908
| Gren                             | Första omgången               | Andra omgången            | Kvartsfinal                   | Placering |
| -------------------------------- | ----------------------------- | ------------------------- | ----------------------------- | --------- |
| Mellanvikt, grekisk-romersk stil | Wilhelm Grundmann (GER) Vinst | Jaroslav Týfa (BOH) Vinst | Anders Andersen (DEN) Förlust | 5         |